# Devonport (Nuova Zelanda)
Devonport è un sobborgo di Auckland, in Nuova Zelanda. Si trova presso il distretto di North Shore, all'estremità meridionale di una penisola che scorre a sud-est del non lontano Lago Pupuke, fino a Takapuna, formando il lato settentrionale del porto di Waitematā. Ad est di Devonport si trova North Head, il promontorio settentrionale vicino alla foce del porto.
La popolazione di Devonport insieme all'adiacente sobborgo di Cheltenham era di 5.337 persone nel censimento del 2006, un aumento di 126 rispetto al 2001. Con l'aggiunta delle periferie di Stanley Bay, Vauxhall e Narrow Neck, la popolazione nel 2006 era di 11.142.
Il sobborgo ospita la base navale di Devonport della Royal New Zealand Navy, principale struttura per le navi militari del Paese, ma è meglio conosciuto per i suoi ristoranti e locali, e per il suo patrimonio storico. Devonport è stato paragonato a Sausalito, in California, per via del paesaggio in cui si trova.

## Caratteristiche
I negozi di Devonport contengono una varietà di negozi di antiquariato, di articoli da regalo e di libri, e una serie di bar e ristoranti, che lo rendono una destinazione popolare per i turisti e gli abitanti di Auckland.
I viaggi di un giorno che combinano un pasto a Devonport con un viaggio sul Monte Victoria o un'esplorazione delle postazioni militari sul vicino Capo Nord sono popolari. Di nota è il Museo di Devonport, che si trova vicino al monte Cambria. Nell'aprile 2017 il museo ha ricevuto un completo rinnovamento da parte di volontari locali e da una compagnia di produzione televisiva.
La base navale di Devonport ha un forte carattere locale, infatti il North Shore City Council ha firmato un Memorandum of Understanding con la marina militare che riconosce una associazione in via di sviluppo tra loro. Anche il museo di Torpedo Bay della marina militare si trova a Devonport.

## Storia
Circa 40.000 anni fa Devonport era costituito da tre isole di origine vulcanica: Monte Victoria, North Head e tra loro il Monte Cambria (ora in gran parte scavato per fini industriali).
Le prime prove di insediamenti Maori risalgono alla metà del XIV secolo (all'incirca nello stesso periodo dell'ipotetico sbarco del waka di Tainui, commemorato da un memoriale in pietra sul litorale). L'ultimo insediamento significativo di Māori nell'area, a Capo Nord, fu distrutto dalle tribù rivali negli anni '90 del 1700.